# Мигалово (аэродром)
Мигалово — аэродром совместного базирования на окраине города Твери, вблизи микрорайона Мигалово (бывший военный городок).

## Описание
Аэродром Мигалово входит (по состоянию на 12.04.2017) в Государственный реестр аэродромов и вертодромов гражданской авиации Российской Федерации. Свидетельство о государственной регистрации и годности аэродрома к эксплуатации от 01.09.2011 г.
По состоянию на 2014 год на аэродроме дислоцируется 12-я военно-транспортная авиационная Мгинская Краснознамённая дивизия (с 2009 по 2013 — 6955-я авиационная база 1-го разряда), а также ОАО «Государственная авиакомпания „224 лётный отряд“»[обновить данные].
В Мигалово базируется авиационная эскадрилья самолётов Ан-22, единственное в РФ структурное подразделение эксплуатирующее самолёты данного типа.
Аэродром активно используется, иногда при учебно-тренировочных полётах выполняется в день до 50 заходов самолётов на посадку. Почти все самолёты заходят на посадку над центром Твери.
Вблизи Твери имеется посадочная площадка гражданской авиации «Змеёво».

## История
Решение о строительстве аэродрома было принято в 1930-е годы. Была проведена масштабная мелиорационная работа, вырублена значительная часть леса, Старицкое шоссе сдвинуто в сторону. Взлётно-посадочная полоса располагалась перпендикулярно существующей. Аэродром был построен в 1934 году, но до Великой Отечественной войны отечественные самолёты там постоянно не базировались.
Впоследствии, в 1940-х, была построена вторая ВПП (современная ВПП 07/25), она стала основной, так как более соответствовала розе ветров.
В период с 1946 года по февраль 1975 года на аэродроме базировалась 56-я авиационная дивизия истребителей дальнего действия (56-я бомбардировочная авиационная Бреславльская дивизия (с 1951 г.), 56-я тяжелая бомбардировочная авиационная Бреславльская дивизия (с 1961 г.)) в составе полков:
- 45-й тяжелый бомбардировочный авиационный полк на самолётах Douglas A-20 Havoc, Ту-2, Ил-28 и Ту-16 — с 1946 года по февраль 1975 года, перебазирован на аэродром Кустанай, где переформирован в 45-й учебный авиационный полк Челябинского высшего военного авиационного краснознамённого училища штурманов[3];
- 173-й тяжелый бомбардировочный авиационный полк на самолётах Douglas A-20 Havoc, Ту-2, Ил-28 и Ту-16 — расформирован вместе с дивизией на аэродроме[3];
- 244-й бомбардировочный авиационный Алленштайнский полк на самолётах Boston B-3, Ту-2, Ил-28 и Ту-16 — в марте 1965 года перебазировался на аэродром Кречевицы, где получил самолёты Ан-12 и переименован в 244-й военно-транспортный авиационный Алленштайнский полк[3].

В мае 1991 года из состава 125-й авиационной дивизией истребителей-бомбардировщиков Западной группы войск на аэродром выведен 730-й авиационный полк истребителей-бомбардировщиков на самолётах Су-17М4. В июне 1991 года полк расформирован на аэродроме.
С 1995 года аэродром «Мигалово» являлся аэродромом совместного базирования авиации Минобороны и гражданской авиации (Минтранспорта).
В 2001 году по взлётным полосам были проложены дорожки, на которых состоялся второй этап чемпионата России по кольцевым автомобильным гонкам. Один из редчайших случаев в истории, когда гоночные заезды проходили по территории действующего военного аэродрома.
До 2002 года имел статус международного аэропорта, здесь базировался филиал государственной транспортной компании «Россия»; с 2002 года филиал был ликвидирован, аэропортовая деятельность приостановлена.
Отсюда продолжают выполняться военно-транспортные рейсы за рубеж.
В Распоряжение Правительства РФ от 29.11.2017 № 2665-р аэропорт Мигалово указан в качестве пункта пропуска через государственную границу Российской Федерации, также указан класс данного пункта пропуска — «грузо-пассажирский, работающий на нерегулярной основе, многосторонний».
Губернатор Игорь Руденя на пресс-конференции 11 декабря (2019) заявил о планах по развитию аэродрома «Мигалово» (модернизации взлетно-посадочной полосы и гражданское использования аэродрома).
Ночью 25 мая 2025 года аэродром был атакован с применением БПЛА, в результате чего на территории воинской части начался пожар